# Foplouh
Foplouh est un village du canton de Bamena, dans la commune de Bangangté à l'Ouest du Cameroun. C'est une chefferie traditionnelle de 3e degré.

## Population
Selon le recensement de 2005, la population de Foplouh était de 767 habitants.

## Référence
1. 1 2  Répertoire actualisé des villages du Cameroun. Troisième recensement général de la population et de l'habitat du Cameroun, Bureau central des recensements et des études de population, vol. 4, tome 7, 2005, p. 354
2. ↑  Bamena